# Kartalkaya
Kartalkaya est une station de sports d'hiver de la province de Bolu, en Turquie.
Elle est située dans le massif des Köroğlu Mountains (en), à 25 km au sud-est de Bolu et à 115 km au nord-ouest d'Ankara.
La station est propice à la pratique du ski alpin, du ski de randonnée et du ski de fond à tous types de niveau. Elle est équipée de seize remontées mécaniques dont treize téléskis et trois télésièges, ainsi que de quatorze pistes et d'un snowpark.
La saison de ski s'étale en général de décembre à avril.
Dans la nuit du 21 janvier 2025, au sein de la station un incendie a lieu dans l'hôtel Grand Kartal. Celui-ci fait 78 morts.